# Час затримки (RTT)
Round-trip time (RTT) або round-trip delay time (RTD) – в телекомунікації це час, потрібний для пересилання сигналу від передавача до отримувача, а потім у зворотньому напрямку, для підтвердження отримання сигналу. У контексті комп'ютерних мереж сигнал, як правило, являє собою пакет даних, а RTT також відомий як час пінгування. Інтернет-користувач може визначати RTT, використовуючи команду ping.

## Див.також
- Лаг
- Ping (команда)